# 1978-as atlétikai Európa-bajnokság
Az 1978-as atlétikai Európa-bajnokságot augusztus 29. és szeptember 3. között rendezték Prágában, Csehszlovákiában. Az Eb-n 40 versenyszám volt. Új versenyszámként a női 400 m-es gátfutás került a programba.

## A magyar sportolók eredményei
Magyarország az Európa-bajnokságon 25 sportolóval képviseltette magát.
Érmesek
| Érem  | Versenyző   | Versenyszám | Dátum         |
| ----- | ----------- | ----------- | ------------- |
| Arany | Papp Margit | Ötpróba     | szeptember 2. |

## Éremtáblázat
(A táblázatban a rendező nemzet és Magyarország eltérő háttérszínnel kiemelve.)
| Helyezés | Nemzet         | Arany | Ezüst | Bronz | Összesen |
| 1.       | Szovjetunió    | 12    | 12    | 11    | 35       |
| 2.       | NDK            | 12    | 10    | 10    | 32       |
| 3.       | NSZK           | 4     | 2     | 2     | 8        |
| 4.       | Olaszország    | 4     | 1     | 0     | 5        |
| 5.       | Lengyelország  | 2     | 2     | 3     | 7        |
| 6.       | Nagy-Britannia | 1     | 4     | 2     | 7        |
| 7.       | Finnország     | 1     | 2     | 3     | 6        |
| 8.       | Jugoszlávia    | 1     | 1     | 0     | 2        |
| 9.       | Franciaország  | 1     | 0     | 1     | 2        |
| 10.      | Magyarország   | 1     | 0     | 0     | 1        |
| 10.      | Spanyolország  | 1     | 0     | 0     | 1        |
| 12.      | Csehszlovákia  | 0     | 2     | 3     | 5        |
| 13.      | Románia        | 0     | 2     | 0     | 2        |
| 14.      | Svájc          | 0     | 1     | 1     | 2        |
| 15.      | Írország       | 0     | 1     | 0     | 1        |
| 15.      | Svédország     | 0     | 1     | 0     | 1        |
| 17.      | Belgium        | 0     | 0     | 1     | 1        |
| 17.      | Bulgária       | 0     | 0     | 1     | 1        |
| 17.      | Norvégia       | 0     | 0     | 1     | 1        |
| Összesen | Összesen       | 40    | 41    | 39    | 120      |

## Érmesek
- WR – világrekord
- CR – Európa-bajnoki rekord
- AR – kontinens rekord
- NR – országos rekord

### Férfi
| Versenyszám     | Arany                                                                             | Arany       | Ezüst                                                                                   | Ezüst     | Bronz                                                                                                | Bronz     |
| --------------- | --------------------------------------------------------------------------------- | ----------- | --------------------------------------------------------------------------------------- | --------- | --- | --------- |
| 100 m           | Pietro Mennea · Olaszország                                                       | 10,27       | Eugen Ray · NDK                                                                         | 10,36     | Vladimir Ignatenko · Szovjetunió                                                                     | 10,37     |
| 200 m           | Pietro Mennea · Olaszország                                                       | 20,16       | Olaf Prenzler · NDK                                                                     | 20,61     | Peter Muster · Svájc                                                                                 | 20,64     |
| 400 m           | Franz-Peter Hofmeister · NSZK                                                     | 45,73       | Karel Kolář · Csehszlovákia                                                             | 45,77     | Francois Demarthon · Franciaország                                                                   | 45,97     |
| 800 m           | Olaf Beyer · NDK                                                                  | 1:43,84     | Steve Ovett · Nagy-Britannia                                                            | 1:44,09   | Sebastian Coe · Nagy-Britannia                                                                       | 1:44,76   |
| 1500 m          | Steve Ovett · Nagy-Britannia                                                      | 3:35,59     | Eamonn Coghlan · Írország                                                               | 3:36,57   | David Moorcroft · Nagy-Britannia                                                                     | 3:36,70   |
| 5000 m          | Venanzio Ortis · Olaszország                                                      | 13:28,57    | Markus Ryffel · Svájc · Aleksandr Fedotkin · Szovjetunió                                | 13:28,66  | nem adták ki                                                                                         |           |
| 10 000 m        | Martti Vainio · Finnország                                                        | 27:30,99 NR | Venanzio Ortis · Olaszország                                                            | 27:31,48  | Aleksandras Antipovas · Szovjetunió                                                                  | 27:31,50  |
| Maraton         | Leonid Moseyev · Szovjetunió                                                      | 2:11:57,5   | Nikolay Penzin · Szovjetunió                                                            | 2:11:59,0 | Karel Lismont · Belgium                                                                              | 2:12:07,7 |
| 110 m gát       | Thomas Munkelt · NDK                                                              | 13,44       | Jan Pusty · Lengyelország                                                               | 13,55     | Arto Bryggare · Finnország                                                                           | 13,56     |
| 400 m gát       | Harald Schmid · NSZK                                                              | 48,51       | Dmitriy Stukalov · Szovjetunió                                                          | 49,72     | Vasyl Arkhypenko · Szovjetunió                                                                       | 49,77     |
| 3000 m akadály  | Bronisław Malinowski · Lengyelország                                              | 8:15,08     | Patriz Ilg · NSZK                                                                       | 8:16,92   | Ismo Toukonen · Finnország                                                                           | 8:18,29   |
| 20 km gyaloglás | Roland Wieser · NDK                                                               | 1:23:11,5   | Pyotr Pochenchuk · Szovjetunió                                                          | 1:23:43,0 | Anatoliy Solomin · Szovjetunió                                                                       | 1:24:11,5 |
| 50 km gyaloglás | Jorge Llopart · Spanyolország                                                     | 3:53:29,9   | Veniamin Soldatenko · Szovjetunió                                                       | 3:55:12,1 | Jan Ornoch · Lengyelország                                                                           | 3:55:15,9 |
| 4 × 100 m váltó | Lengyelország · Zenon Nowosz · Zenon Licznerski · Leszek Dunecki · Marian Woronin | 38,58       | NDK · Manfred Kokot · Eugen Ray · Olaf Prenzler · Alexander Thieme                      | 38,78     | Szovjetunió · Sergey Vladimirsev · Nyikolaj Kolesznyikov · Alekszandr Akszinyin · Vladimir Ignatenko | 38,82     |
| 4 × 400 m váltó | NSZK · Martin Weppler · Franz-Peter Hofmeister · Bernd Herrmann · Harald Schmid   | 3:02,03     | Lengyelország · Jerzy Włodarczyk · Zbigniew Jaremski · Cezary Łapiński · Ryszard Podlas | 3:03,62   | Csehszlovákia · Josef Lomický · František Brečka · Miroslav Tulis · Karel Kolář                      | 3:04,99   |
| Magasugrás      | Vladimir Yashchenko · Szovjetunió                                                 | 230 cm      | Aleksandr Grigoryev · Szovjetunió                                                       | 228 cm    | Rolf Beilschmidt · NDK                                                                               | 228 cm    |
| Távolugrás      | Jacques Rousseau · Franciaország                                                  | 818 cm      | Nenad Stekić · Jugoszlávia                                                              | 812 cm    | Vladimir Tsepelyov · Szovjetunió                                                                     | 801 cm    |
| Rúdugrás        | Vladimir Trofimenko · Szovjetunió                                                 | 555 cm      | Antti Kalliomäki · Finnország                                                           | 550 cm    | Rauli Pudas · Finnország                                                                             | 545 cm    |
| Hármasugrás     | Miloš Srejović · Jugoszlávia                                                      | 16,94 m     | Viktor Saneyev · Szovjetunió                                                            | 16,93 m   | Anatoliy Piskulin · Szovjetunió                                                                      | 16,87 m   |
| Súlylökés       | Udo Beyer · NDK                                                                   | 21,08 m     | Yevgeny Mironov · Szovjetunió                                                           | 20,87 m   | Aleksandr Baryshnikov · Szovjetunió                                                                  | 20,68 m   |
| Diszkoszvetés   | Wolfgang Schmidt · NDK                                                            | 66,82 m     | Markku Tuokko · Finnország                                                              | 64,90 m   | Bugár Imre · Csehszlovákia                                                                           | 64,66 m   |
| Gerelyhajítás   | Michael Wessing · NSZK                                                            | 89,12 m     | Nikolay Grebniev · Szovjetunió                                                          | 87,82 m   | Wolfgang Hanisch · NDK                                                                               | 87,66 m   |
| Kalapácsvetés   | Yuriy Sedykh · Szovjetunió                                                        | 77,28 m     | Roland Steuk · NDK                                                                      | 77,24 m   | Karl-Hans Riehm · NSZK                                                                               | 77,02 m   |
| Tízpróba        | Aleksandr Grebenyuk · Szovjetunió                                                 | 8340 pont   | Daley Thompson · Nagy-Britannia                                                         | 8289 pont | Siegfried Stark · NDK                                                                                | 8208 pont |

### Női
| Versenyszám     | Arany                                                                                           | Arany     | Ezüst                                                                                           | Ezüst     | Bronz                                                                                           | Bronz     |
| --------------- | ----------------------------------------------------------------------------------------------- | --------- | ----------------------------------------------------------------------------------------------- | --------- | ----------------------------------------------------------------------------------------------- | --------- |
| 100 m           | Marlies Göhr · NDK                                                                              | 11,13     | Linda Haglund · Svédország                                                                      | 11,29     | Lyudmila Maslakova · Szovjetunió                                                                | 11,31     |
| 200 m           | Lyudmila Kondratyeva · Szovjetunió                                                              | 22,52     | Marlies Göhr · NDK                                                                              | 22,53     | Carla Bodendorf · NDK                                                                           | 22,64     |
| 400 m           | Marita Koch · NDK                                                                               | 48,94     | Christina Brehmer · NDK                                                                         | 50,38     | Irena Szewińska · Lengyelország                                                                 | 50,40     |
| 800 m           | Tatyana Providokhina · Szovjetunió                                                              | 1:55,80   | Nadezhda Mushta · Szovjetunió                                                                   | 1:55,82   | Zoya Rigel · Szovjetunió                                                                        | 1:56,57   |
| 1500 m          | Giana Romanova · Szovjetunió                                                                    | 3:59,01   | Natalia Marasescu · Románia                                                                     | 3:59,77   | Totka Petrova · Bulgária                                                                        | 4:00,15   |
| 3000 m          | Svetlana Ulmasova · Szovjetunió                                                                 | 8:33,16   | Natalia Marasescu · Románia                                                                     | 8:33,53   | Grete Waitz · Norvégia                                                                          | 8:34,33   |
| 100 m gát       | Johanna Klier · NDK                                                                             | 12,62     | Tatyana Anisimova · Szovjetunió                                                                 | 12,67     | Gudrun Berend · NDK                                                                             | 12,73     |
| 400 m gát       | Tatiana Zelentsova · Szovjetunió                                                                | 54,89     | Silvia Hollmann · NSZK                                                                          | 55,14     | Karin Roßley · NDK                                                                              | 55,36     |
| 4 × 100 m váltó | Szovjetunió · Vera Anisimova · Lyudmila Maslakova · Lyudmila Kondratyeva · Liudmila Storoshkova | 42,54     | Nagy-Britannia · Beverley Goddard · Kathy Smallwood · Sharon Colyear · Sonia Lannaman           | 42,72     | NDK · Johanna Klier · Monika Hamann · Carla Bodendorf · Marlies Göhr                            | 43,07     |
| 4 × 400 m váltó | NDK · Christiane Marquardt · Barbara Krug · Christina Brehmer · Marita Koch                     | 3:21,20   | Szovjetunió · Tatyjana Prorocsenko · Nadezhda Mushta · Tatyana Providokhina · Mariya Kulchunova | 3:22,53   | Lengyelország · Małgorzata Grajewska · Krystyna Kacperczyk · Genowefa Błaszak · Irena Szewińska | 3:26,76   |
| Magasugrás      | Sara Simeoni · Olaszország                                                                      | 201 cm    | Rosemarie Ackermann · NDK                                                                       | 199 cm    | Brigitte Holzapfel · NSZK                                                                       | 195 cm    |
| Távolugrás      | Vilma Bardauskienė · Szovjetunió                                                                | 688 cm    | Angela Voigt · NDK                                                                              | 679 cm    | Jarmila Nygrýnová · Csehszlovákia                                                               | 669 cm    |
| Súlylökés       | Ilona Slupianek · NDK                                                                           | 21,41 m   | Helena Fibingerová · Csehszlovákia                                                              | 20,86 m   | Margitta Droese · NDK                                                                           | 20,58 m   |
| Diszkoszvetés   | Evelin Jahl · NDK                                                                               | 66,98 m   | Margitta Droese · NDK                                                                           | 64,04 m   | Natalya Gorbachova · Szovjetunió                                                                | 63,58 m   |
| Gerelyhajítás   | Ruth Fuchs · NDK                                                                                | 69,16 m   | Tessa Sanderson · Nagy-Britannia                                                                | 62,40 m   | Ute Hommola · NDK                                                                               | 62,32 m   |
| Ötpróba         | Papp Margit · Magyarország                                                                      | 4655 pont | Burglinde Pollak · NDK                                                                          | 4600 pont | Kristine Nitzsche · NDK                                                                         | 4599 pont |